# Vadim Glowna
Vadim Glowna est un acteur et réalisateur allemand né le 26 septembre 1941 à Eutin (Allemagne) et mort le 24 janvier 2012 à Berlin.

## Biographie
Vadim Glowna meurt dans un hôpital berlinois en janvier 2012, à l'âge de 70 ans, après une courte maladie. L'acteur avait déjà souffert de diabète pendant des années. Sa tombe se trouve au Waldfriedhof Heerstraße à Berlin-Westend.

## Filmographie

### Comme acteur
- 1943 : Le Lac aux chimères (en) (Immensee) de Veit Harlan : Baby
- 1964 : Der Spaßvogel (TV) de Peter Zadek
- 1965 : Held Henry de Peter Zadek et Heribert Wenk
- 1965 : Im Schatten einer Großstadt (TV) de Johannes Schaaf : Johnny
- 1966 : Frühlings Erwachen (TV) de Peter Zadek
- 1967 : Verbrechen mit Vorbedacht (TV) de Peter Lilienthal : Anton Katz
- 1968 : Liebe und so weiter de George Moorse
- 1968 : Tramp oder der einzige und unvergleichliche Lenny Jacobsen (TV) de Peter Lilienthal : Guido
- 1969 : Horror (TV) de Peter Lilienthal : Alex
- 1969 : Reise nach Tilsit (TV) de Günter Gräwert
- 1970 : 11 Uhr 20 (feuilleton TV) (1 épisode) de Wolfgang Becker : Lassowski
- 1970 : Gezeiten (TV) de Eberhard Fechner
- 1970 : Die Gartenlaube (TV) de Wolfgang Staudte : Ferdinand
- 1970 : Opfer (TV) de Pete Ariel : Michael Hoppe
- 1970 : Recht oder Unrecht (série TV)
- 1971 : Leb wohl, Judas (TV)
- 1971 : La Morte de la Tamise (Die Tote aus der Themse) de Harald Philipp : David Armstrong
- 1971 : Die Nacht von Lissabon (TV) : Der Mann
- 1971 : Biskuit (TV) : Roschkott
- 1974 : Ermittlungen gegen Unbekannt (TV) : Herbert Lang
- 1974 : Ulla oder Die Flucht in die schwarzen Wälder (TV)
- 1975 : Polly oder Die Bataille am Bluewater Creek (TV)
- 1975 : Ein Deutsches Attentat (TV) : August Reinsdorf
- 1976 : Cœur de chien (Cuore di cane) : Schwonder
- 1976 : Police Python 357 : L'inspecteur Abadie
- 1976: Derrick: Schock (Choc) (TV): Alfred Recke
- 1976 : Sladek oder Die schwarze Armee (TV) : Franz
- 1977 : Die Brüder
- 1977 : Croix de fer (Cross of Iron) : Gefreiter Kern
- 1977 : Portrait de groupe avec dame (Gruppenbild mit Dame) : Erhard Schweigert
- 1977 : Zeit der Empfindsamkeit (TV)
- 1977 : Der Hauptdarsteller : Max Schneider
- 1978 : Der Schneider von Ulm : Kaspar Fesslen
- 1978 : L'Allemagne en automne : Freiermuth
- 1978 : L'Or des Incas (Das verschollene Inka-Gold) (TV) : Brian Jones
- 1978 : Freddie Türkenkönig (TV)
- 1979 : Geschichten aus dem Wienerwald : Confessor
- 1979 : Liés par le sang (Bloodline) : Dr Joeppli
- 1979 : L'Associé : Marc Duphorin
- 1980 : Monitor : Mann
- 1980 : The Martian Chronicles (feuilleton TV) : Sam Hinkston
- 1980 : La Mort en direct : Harry Graves
- 1981 : L'Exile ("Exil") (feuilleton TV) : Fritz Benjamin
- 1981 : Desperado City : Paul
- 1981 : Polnischer Sommer (TV)
- 1982 : Limuzyna Daimler-Benz : German Consul von Ziegler
- 1982 : Feine Gesellschaft - beschränkte Haftung : Raimund
- 1983 : Dies rigorose Leben : Bräutigam
- 1983 : Ediths Tagebuch : Paul Baumeister
- 1984 : Ein Fliehendes Pferd (TV) : Helmut Halm
- 1984 : L'Année du soleil calme (Rok spokojnego słońca), de Krzysztof Zanussi : Herman
- 1984 : Blaubart (pl) (TV) : Doktor Felix Schaad
- 1986 : Das Totenreich (TV)
- 1986 : Tarot
- 1987 : Opération Ypsilon de Peter Kassovitz : Otchenko
- 1987 : Des Teufels Paradies (de) : Kapitän Davidson
- 1988 : Lucas läßt grüßen (TV)
- 1988 : Er - Sie - Es
- 1988 : Drei D : Prüfungskommission (Jury)
- 1988 : Au-delà du vertige (pl) (Wherever You Are...) : German professor
- 1989 : L'Assassina : Gambrini
- 1989 : Das Milliardenspiel (feuilleton TV) : Zurstiege
- 1989 : Georg Elser – Einer aus Deutschland : Kaufmann
- 1990 : Projekt Aphrodite (TV)
- 1990 : Die Spitzen der Gesellschaft
- 1990 : Jours tranquilles à Clichy
- 1990 : La Main (Das Zweite Leben) (TV) : Donald Anders
- 1991 : Scheidung a la carte (TV) : Paul
- 1991 : Tandem (TV) : Rudolf
- 1991 : Extralarge: Miami Killer (TV) : Silveth
- 1991 : Die Bank ist nicht geschädigt (TV) : Passack
- 1992 : Mandelküsschen (TV) : Herbert
- 1992 : Verflixte Leidenschaft (TV) : Ludwig (segment "Fata Morgana")
- 1993 : Die Skrupellosen - Hörigkeit des Herzens (TV)
- 1993 : Im Himmel hört Dich niemand weinen
- 1994 : 1945 (TV) : Schönauer
- 1994 : Das Gläserne Haus (TV)
- 1995 : Inka Connection (feuilleton TV) : Dr Simon
- 1995 : Heimliche Zeugen (TV)
- 1997 : Ein Mord für Quandt - Pech und Schwefel (TV) : Christian Wunder
- 1997 : Solomon (TV) : King Hiram
- 1998 : Das Datum : Der Tätowierer
- 1998 : Das Elfte Gebot (TV) : Wolf
- 1998 : To wszawe nagie zycie (TV)
- 1998 : Candy : Schulz
- 1999 : Dunckel (TV) : Karl Dunckel
- 1999 : Todsünden - Die zwei Gesichter einer Frau (TV) : Gregor Altmann
- 2000 : L'Insaisissable (Die Unberührbare) : Bruno
- 2000 : Kalt ist der Abendhauch : Eberhard Hoffmann
- 2000 : Les Misérables (feuilleton TV) : Fauchelevent
- 2001 : Viktor Vogel, directeur artistique (Viktor Vogel - Commercial Man) : Werner Stahl
- 2001 : Endstation Tanke : Neumann
- 2001 : Suck My Dick : Hermann / Galerist
- 2001 : Verbotene Küsse (TV) : Garwitz
- 2001 : Planet der Kannibalen : Kannibale Oskar Wagenknecht
- 2002 : Dienstreise - Was für eine Nacht (TV) : Rocco
- 2002 : In der Mitte eines Lebens (TV) : Ernst Esche
- 2002 : Baader : Kurt Krone
- 2003 : Der alte Affe Angst : Klaus
- 2003 : Sternzeichen : Kanzleichef
- 2003 : L'Hiver des enfants (Schwabenkinder) (TV) : Vater
- 2003 : Mutter Courage und ihre Kinder (TV) : Der Koch
- 2003 : Mein Name ist Bach (Une offrande musicale) : Johann Sebastian Bach
- 2004 : Die Rückkehr des Vaters (TV) : Heinrich Giese
- 2004 : Agnes und seine Brüder : Günther Tschirner
- 2004 : Die Rosenzüchterin (TV) : Julien Lacroix
- 2005 : Mutterseelenallein : Anwalt
- 2006 : Lapislazuli - Im Auge des Bären : Einsiedler
- 2006 : Quatre Minutes : Gerhard von Loeben
- 2006 : Das Haus der schlafenden Schönen : Edmond
- 2011 : Borgia (série TV) : Jorge da Costa

### Comme réalisateur
- 1981 : Desperado City
- 1983 : Dies rigorose Leben
- 1984 : Tschechow in meinem Leben
- 1987 : Des Teufels Paradies (de)
- 1992 : Tages irgendwann, Eines
- 1992 : Der Brocken
- 1995 : Eine Frau wird gejagt (TV)
- 1998 : Der Schnapper: Blumen für den Mörder (TV)
- 2006 : Das Haus der schlafenden Schönen

### Série télévisée
Vadim Glowna réalise également des épisodes de la série policière allemande Le Renard (Der Alte) depuis 1996.
- 1996 : "L'empreinte de la mort" (Die Spur des Todes)
- 1997 : "Le contrat" (Der Mordauftrag)
- 1998 : "La chienne du musicien" (Der Mann mit dem Hund)
- 1998 : "La mort d'un ami" (Tod eines Freundes)
- 1999 : "Face à la mort" (Im Angesicht des Todes)
- 1999 : "Plan mortel" (Die Wahrheit ist der Tod)
- 2002 : "L'assurance vie" (Fahrlässige Tötung)
- 2006 : "La justice des hommes" (Tod eines Mandanten)
- 2006 : "Un silence mortel" (Tödliches Schweigen)
- 2007 : "Le voile de l'erreur" (Tag der Rache)
- 2008 : "Meurtre d'un éditeur" (Tot und vergessen)
- 2008 : "Faux semblants" (Die Nacht kommt schneller als du denkst)
- 2008 : "Mort d'une femme aimée" (Wiedersehen mit einer Toten)
- 2008 : "Quand la fiction devient réalité" (Das Dunkel hinter Deiner Tür)
- 2009 : "Tu n'as plus le droit de vivre" (Tod auf dem Großmarkt)
- 2009 : "Harcèlement" (Allein in die Nacht)
- 2009 : "Le destin en a décidé autrement" (Ich muss dich opfern)
- 2010 : "Meurtre au zoo" (Tod im Tierpark)

Des épisodes de la série policière allemande Siska de 1998.
- 1998 : "Pour le plaisir" (Tod einer Würfelspielerin)
- 1999 : "Il pleut sur Wimbledon" (Regen in Wimbledon)
- 2000 : "Jalousie morbide" (Laufsteg ins Verderben)
- 2007 : "titre français inconnu" (Der unbekannte Feind)
- 2007 : "titre français inconnu" (Keiner von uns Dreien)
- 2008 : "titre français inconnu" (Schwer wie die Schuld)

## Distinctions
- Caméra d'or au Festival de Cannes 1981 pour Desperado City